# Pat Boyette
Pat Boyette (San Antonio, Texas, 27 de julho de 1923 - Ft. Worth, Texas, 14 de janeiro de 2000) foi uma personalidade de radiodifusão americana e produtor de notícias, e depois artista de banda desenhada, melhor conhecido por duas décadas de trabalho para a Charlton Comics, onde co-criou o personagem Pacificador. Ele assinou com pseudônimos Sam Swell, Bruce Lovelace, and Alexander Barnes.

## Biografia

### Carreira na radiodifusão
Nascido e criado em San Antonio, Texas, Pat Boyette entrou no rádio quando jovem, atuando em uma novela local. Tornou-se radiojornalista na WOAI-AM e retornou a essa carreira após o serviço militar da Segunda Guerra Mundial como criptógrafo. Mais tarde, ele seguiu para a televisão, tornando-se âncora de telejornal em San Antonio, Texas. Além disso, Boyette se tornou o produtor de um programa de entrevistas diurno, um programa de marionetes e comerciais de TV.
Boyette dirigiu e co-escreveu o filme de terror de baixo orçamento Dungeon of Harrow (1962). Ele também escreveu, produziu e dirigiu a comédia de ficção científica The Weird Ones, também conhecida como The Weird One (1962), co-dirigiu o filme de guerra No Man's Land (1964).

### Histórias em quadrinhos
Enquanto continuava trabalhando na televisão, ele escreveu e desenhou a curta tira de jornal de faroeste Captain Flame para um syndicate de propriedade de Charlie Plumm. Ele voltou aos quadrinhos depois de deixar a radiodifusão e passar a maior parte da década de 1960 gravando filmes em San Antonio.
Voltando aos quadrinhos, Boyette começou uma temporada de duas décadas como artista freelancer da Charlton Comics, uma editora de baixo orçamento e baseada em Derby, Connecticut. Seu primeiro trabalho conhecido para a empresa é a história de nove páginas "Spacious' Rooms for Rent", na antologia de suspense sobrenatural Shadows from Beyond #50 (outubro de 1966). O Grand Comics Database também identifica provisoriamente uma história adicional de nove páginas intitulada "Reprieve!", como sendo escrita por Boyette.
Em sua próxima missão, Boyette co-criou com o escritor Joe Gill o super-herói sem poderes Pacificador na história de backup em Fightin '5 # 40 (novembro de 1966). O Pacificador era Christopher Smith, um diplomata pacifista tão comprometido com a paz que estava disposto a usar a força para promover a causa, empregando uma variedade de armas não letais especiais e também fundando o Pax Institute. A maioria de seus antagonistas eram ditadores e senhores da guerra. O Pacificador recebeu seu próprio título, que durou cinco edições, de março a novembro de 1967, com o Fightin '5 como uma série de backup. A DC Comics adquiriu o personagem após o fechamento da Charlton em meados da década de 1980, e o Pacificador se tornou a base para o personagem Comediante da minissérie Watchmen de Alan Moore, publicada pela DC Comics.
Boyette desenhou, e frequentemente escreveu, centenas de histórias para Charlton até pelo menos 1976, para séries sobrenaturais como Ghost Manor, Ghostly Tales e The Many Ghosts of Doctor Graves; séries de ficção científica como Outer Space, Strange Suspense Stories e Space Adventures; Séries de faroeste como Billy the Kid, Cheyenne Kid e Outlaws of the West; quadrinhos românticos como Love Diary e Secret Romance; histórias em quadrinhos de guerra como Attack e  Fightin' Marines e as séries de personagens licenciados como Korg: 70,000 B.C., Flash Gordon, Jungle Jim, The Phantom e The Six Million Dollar Man. Boyette também assumiu a escrita e a arte da série de super-heróis Peter Cannon, Thunderbolt, sucedendo o criador Pete Morisi. Seu trabalho continuou a ser publicado na Charlton como reimpressões até pelo menos 1986. Alguns de seus trabalhos na Charlton foram reimpressos até 2002 em Inimies and Aces # 1, da Avalon Communications.

### Outros trabalhos nos quadrinhos
Por um breve período em 1968, Boyette desenhou edições da série de aviadores da DC Comics, Blackhawk. No mesmo ano, seu amigo e colega de Charlton, Rocke Mastroserio, ajudou Boyette a ingressar no grupo de artistas que trabalhavam como freelancers para as revistas em quadrinhos de terror em preto-e-branco da Warren Publishing, inicialmente com o desenhista fantasma, sem créditos, "The Rescue of the Morning Maid" em Creepy #18 (janeiro de 1968), que creditou o desenhista Mastroserio com arte-finalista. Boyette passou a ter trabalhos creditados em outros títulos de Warren como Eerie, ocasionalmente até 1970 , antes de fazer de Charlton sua base. Em meados da década de 1970, ele desenhou o  "The Tarantula" em Weird Suspense da Atlas Comics.
O outro trabalho cômico de Boyette inclui uma história de Black Hood para a Archie Comics, em 1983;  uma edição da série de ficção científica Revolver for Renegade Press, em 1986;  sua auto-publicada antologia de ficção científica e fantasia The Cosmic Book # 1 (Dec. 1986),  pelo selo Wandering Star Press;  edições de Blood of Dracula para Apple Press em 1988 e 1989;  e arte-finalizou desenhos de Howard Simpson na história de 21 páginas "White Men Speak with Forked Tongue (Jurassic Politics part 2)" em Turok Dinosaur Hunter #18 (dezembro de 1994). 
Seu último trabalho em quadrinhos conhecido foi escrever e escrever a história de três páginas "The Head of Joaquin Murieta" em The Big Book of the Weird Wild West (Aug. 1998), one of DC Comics/Paradox Press's The Big Book of... uma série de trade paperbacks.

### Morte
Boyette morreu em Fort Worth, Texas, de câncer no esôfago. Ele foi morreu antes de sua esposa, Betty ou Bette (as fontes diferem). O casal teve uma filha, Melissa.